# 3371 Giacconi
3371 Giacconi è un asteroide della fascia principale. Scoperto nel 1955, presenta un'orbita caratterizzata da un semiasse maggiore pari a 2,7381123 UA e da un'eccentricità di 0,0136626, inclinata di 9,68472° rispetto all'eclittica.
È dedicato al fisico Riccardo Giacconi, vincitore del premio Nobel nel 2002.